# 硝城 (阿拉巴馬州)
硝城（英語：Nitrate City）是一個位於美國阿拉巴馬州科爾伯特縣的非建制地區。該地的面積和人口皆未知。

## 地理
硝城的座標為34°45′26″N 87°33′35″W / 34.75722°N 87.55972°W，而該地最高點為海拔高度174米（即571英尺）。